# Station Du Quartier
La station Du Quartier est une station du Réseau express métropolitain (REM) de la Région métropolitaine de Montréal. Elle est située au centre de l’autoroute 10, à la hauteur du boulevard Du Quartier et à proximité du Quartier DIX30, rue de l'Éclipse dans la ville de Brossard, province de Québec au Canada.
Mise en service en 2023, elle dessert notamment le Solar Uniquartier, un Transit-oriented development d'environ 2 600 unités résidentielles.

## Situation sur le réseau

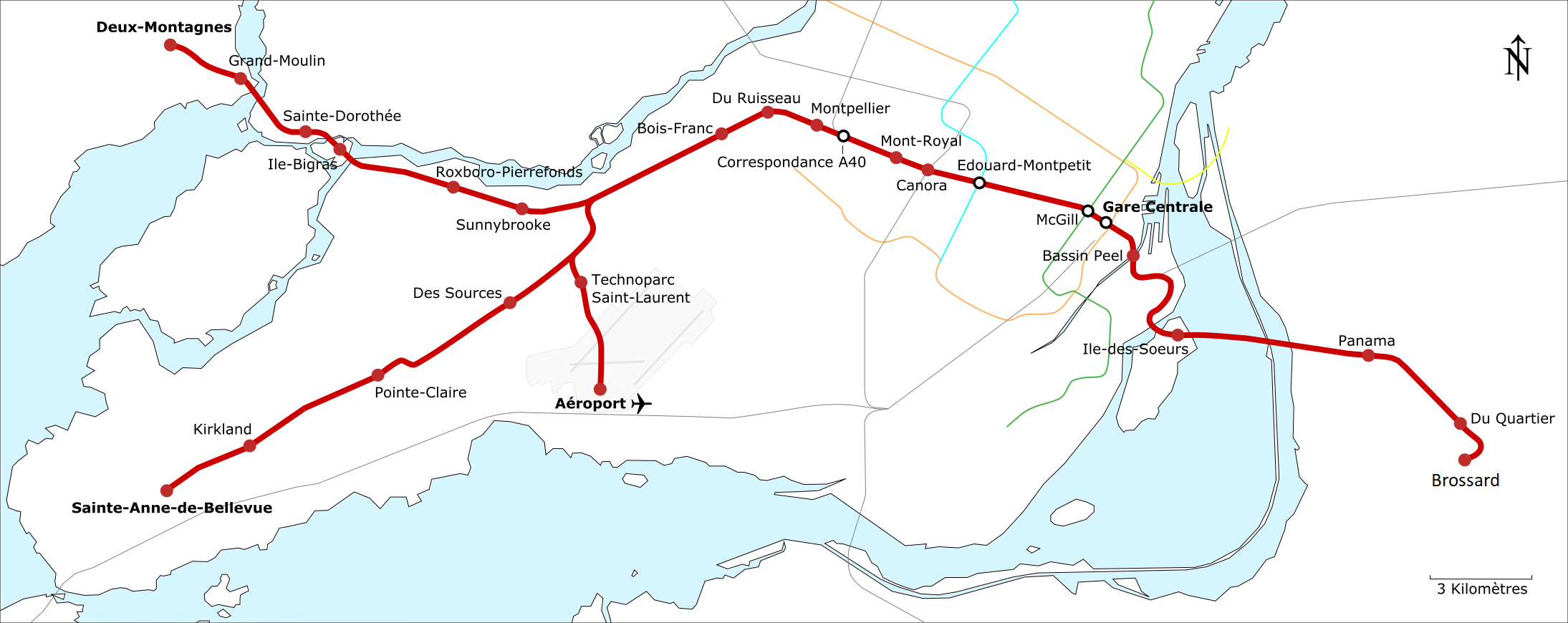
Plan du réseau express métropolitain (version du 2 août 2023).

Établie en surface, la station Du Quartier, est une station de passage située sur le tronçon principal de la ligne A du Réseau express métropolitain, située après la station Brossard, terminus est, et la station Panama en direction du terminus provisoire ouest Station Gare centrale,.

## Histoire

### Quartier Dix30
L'histoire de la station Du Quartier est étroitement liée au développement du Quartier Dix30 à Brossard. Lancé en août 2005, le Quartier Dix30 s'étend sur 55 hectares abritant une superficie de 14 hectares consacrée au commerce de détail, à la restauration, et au divertissement. Doté par ses promoteurs immobiliers un « centre-ville de Brossard », le plan en juin 2006 prévoit la construction d'un hôtel, d'un complexe de 14 salles de cinéma, d'une agora et une salle de spectacles de 900 places, ainsi que 120 boutiques et magasins de moyenne et grande surface, qui aura également une composante résidentielle.
Depuis septembre 2006, des commerçants, des restaurants et des boutiques s'installent progressivement dans le Quartier Dix30. Des condos comme la Cité Dix30 ont également été construits sur ce site, ainsi que le centre d'entraînement des Canadiens de Montréal, la salle de concert L'Étoile Banque Nationale et l'hôtel Alt.
Alors que la demande de transport en commun augmente dans le Quartier Dix30, les lignes de bus 35 et 135 du Réseau de transport de Longueuil ne suffisent pas à répondre aux besoins locaux. En avril 2013, le RTL a réagi en ajoutant la nouvelle ligne de bus 39 qui relie le Quartier Dix30 au terminus Panama toutes les demi-heures.
Le Quartier Dix30 a pris plus d'ampluer que les promoteurs ne l'avaient prévu, puisque des visiteurs de Sherbrooke, de Sorel, et du sud de la frontière se rendent dans ce plus grand centre commercial de la Rive-Sud. La clientèle du Dix30 étant très étendue, il était évident que le plus grand centre commercial de la Rive-Sud devait être desservi par des transports en commun régionaux fréquents.

### Planification
Alors que divers projets avaient été lancés pour relier le centre-ville de Montréal et Brossard depuis les années 1980, c'est la reconstruction du pont Champlain qui a permis de concrétiser un projet de transport en commun rapide vers Brossard. Le nouveau pont réserve deux voies au transport collectif et le gouvernement fédéral, propriétaire du pont, demande au ministère des Transports du Québec quel type de transport en commun devrait être privilégié sur ces voies réservées. Québec annonce favoriser un système de train léger (SLR) en avril 2013, mais le changement de gouvernement, l'année suivante, remet ce choix en question.
En janvier 2015, le premier ministre du Québec, Philippe Couillard, annonce confier à la Caisse de dépôt et placement du Québec (CDPQ) le mandat de définir et de construire le meilleur système de transport en commun pour le nouveau pont Samuel-De Champlain,.
Le 22 avril 2016, le maire de Montréal, Denis Coderre, et le PDG de la CDPQ, Michael Sabia, annoncent un mégaprojet de SLR renommé Réseau électrique métropolitain, qui est rebaptisé le Réseau express métropolitain en février 2018. Le projet relie Brossard à la Gare centrale via le pont Samuel-De Champlain, ensuite vers l'aéroport Montréal-Trudeau, l'Ouest-de-l'Île et la Rive-Nord. Les travaux du REM ont officiellement débuté par la première pelletée de terre le 12 avril 2018.

### Construction
Étant donné que la station est située au milieu de l'autoroute 10, des voies de l'autoroutes ont été déplacées pour permettre la construction du tracé et de la station. Les premiers piliers de base à la structure aérienne ont été érigés en août 2018. Ces piliers font partie d'une structure qui relie le corridor situé dans le terre-plein central de l'autoroute 10 et au quadrant sud-ouest de l'autoroute 30. Entre 2018 et 2019, les travaux de terrassement et de drainage au centre de l'autoroute ont été effectués. La construction des fondations des rails a débuté au printemps 2019. La structure de la passerelle qui relie la station et le Dix30 a été installé en juin 2019 et les premiers rails du REM ont été posés au centre de l'autoroute 10 en juillet 2019.
Vers octobre 2019, la station Du Quartier commençait à prendre forme, alors que le plafond en forme de la station a été construit. Vers février 2020, des travaux extérieurs de la station sont presque terminés, et des travaux intérieurs étaient en cours de réaliser pour l'électricité, la plomberie et les salles techniques. En mars 2021, l'extérieur de la station est complété, et CDPQ Infra a poursuivi ses travaux de finition intérieure de la station. Entre-temps, des trains ont été testés sur les voies déjà installées tout au long des années 2022 et 2023.
Après plusieurs retards causés par la construction et la pandémie de la Covid-19, la construction Du Quartier a ouvert ses portes le 29 juillet 2023, en même temps que quatre autres stations sur le premier tronçon du REM. Les autobus du RTL ont cessé de traverser le pont Samuel-De Champlain le 31 juillet 2023, suivi de la refonte du réseau d'autobus le 21 août 2023.

## Service aux voyageurs

### Accueil
La station Du Quartier dispose de trois accès : une passerelle piétonne vers le projet Solar Uniquartier, une autre passerelle piétonne vers le Quartier Dix30, et un accès piéton via le viaduc du boulevard du Quartier. L'accès cyclable se fait par une piste multifonctionnelle sur le boulevard Du Quartier. 76 espaces sont réservés pour les vélos, dont 40 espaces couverts, à cette station. Les supports à vélo sont situés au début du passage piéton près du Cinéma Cinéplex Odéon et face l'accès au viaduc. Aucun stationnement n'est disponible à la station, mais un débarcadère est situé sur le boulevard Du Quartier, à côté du cinéma. Des arrêts d'autobus sont à proximité de la station sur le boulevard Du Quartier ou le boulevard Lapinière. Ainsi, un quai pour le transport adapté est situé près de la passerelle piétonne du côté du Dix30, derrière le cinéma.
L'édicule est composé de deux niveaux : le niveau de quai et le niveau des passerelles. Les deux passerelles relient la station au Quartier Dix30 et au Solar Uniquartier, et un couloir entre les deux passerelles relie la station vers le viaduc du boulevard du Quartier. Des distributrices de titres sont situés devant la zone de contrôle. Un ascenseur et des escaliers relient les trois accès au quai central.

### Desserte
La station Du Quartier est ouverte 20 heures par jour, 7 jours sur 7. Le premier départ en direction de la Gare centrale est à 5 h 32 tous les jours et le dernier départ en direction de la Gare centrale est à 0 h 50 en semaine, 1 h 17 la nuit du samedi au dimanche, et 0 h 47 la nuit du dimanche au lundi. Le premier départ en direction de Brossard est à 5 h 52 tous les jours et le dernier départ en direction de Brossard est à 1 h 26 toutes les nuits sauf la nuit du samedi au dimanche à 1 h 56.
La fréquence de passage est présentement toutes les 3 minutes et 45 secondes aux heures de pointe, et toutes les 7 minutes et 30 secondes hors pointe et en fin de semaine. La fréquence des trains évoluera de façon progressive, selon l'achalandage et la mise en service complète du réseau.

Quai central et portes palières
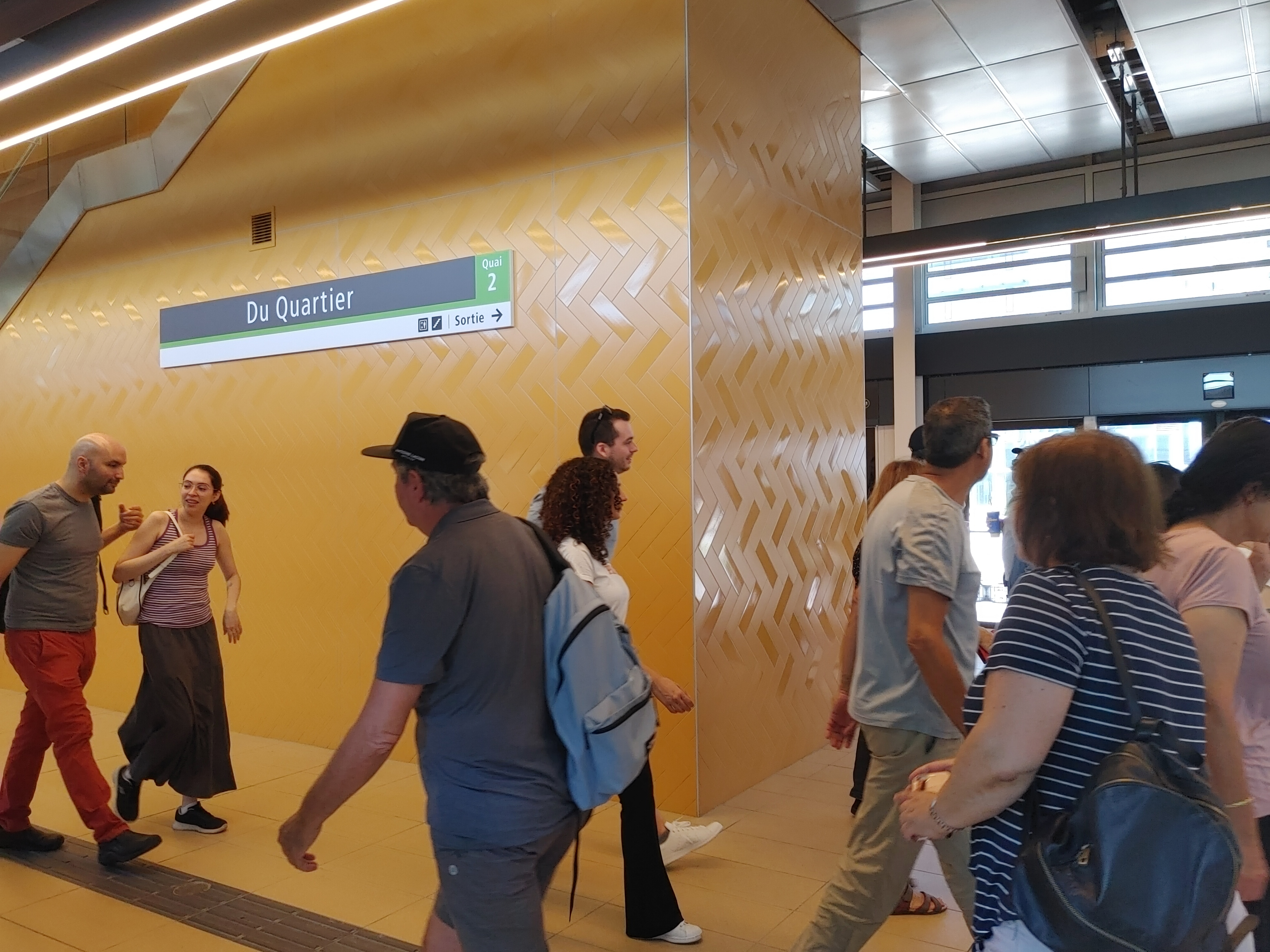
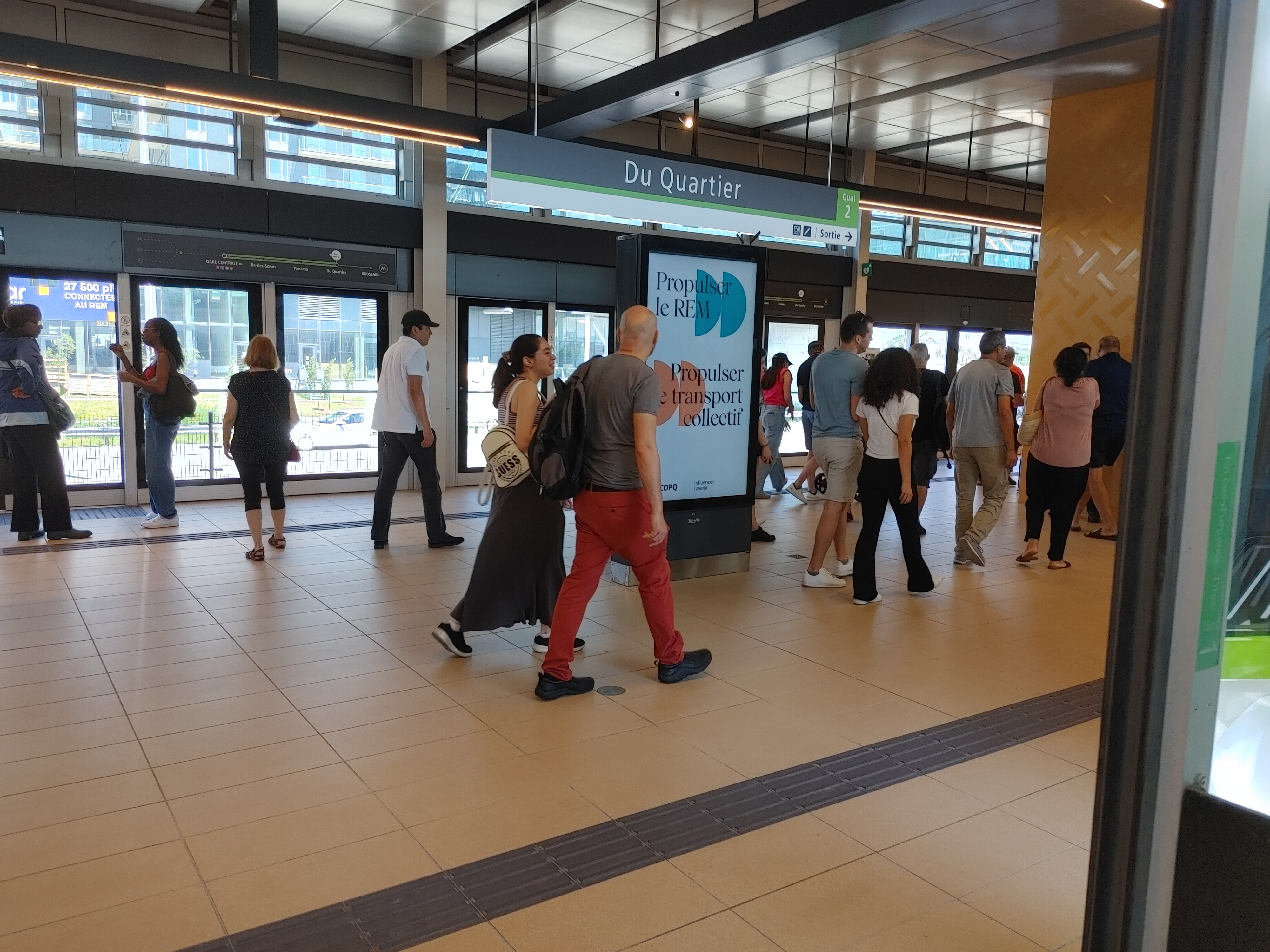

### Intermodalité
Des arrêts sur rue sont situés des deux côtés du viaduc du Quartier. À partir du 21 août 2023, plusieurs lignes d'autobus sur la Rive-Sud de Montréal sont redirigés vers des arrêts à proximité de la station, soit les lignes 4, 21, 32, et 132 de la RTL.
| Circuit | Circuit                                | Destinations                              | Arrêts                                                                                  | Notes |
| ------- | -------------------------------------- | ----------------------------------------- | --------------------------------------------------------------------------------------- | ----- |
| 4       | Taschereau / Payer / DIX30             | Station Brossard Terminus Longueuil       | Lapinière / du Quartier                                                                 |       |
| 21      | Grande-Allée / du Quartier             | Terminus Longueuil Place de Java          | du Quartier / Lapinière (dir. Longueuil) du Quartier / de l'Équinoxe (dir. Brossard)    |       |
| 32      | Secteur B Brossard / Mountainview      | Station Brossard Cousineau / Mountainview | du Quartier / Lapinière (dir. Brossard) du Quartier / de l'Équinoxe (dir. Saint-Hubert) |       |
| 132     | DIX30 / Parc de la Cité / Mountainview | Station Brossard Kimber / Léonard         | du Quartier / Lapinière (dir. Brossard) du Quartier / de l'Équinoxe (dir. Saint-Hubert) |       |

## À proximité
- Complexe sportif CN
- Quartier DIX30
- Solar Uniquartier